# Pinheirinho (Lourosa)

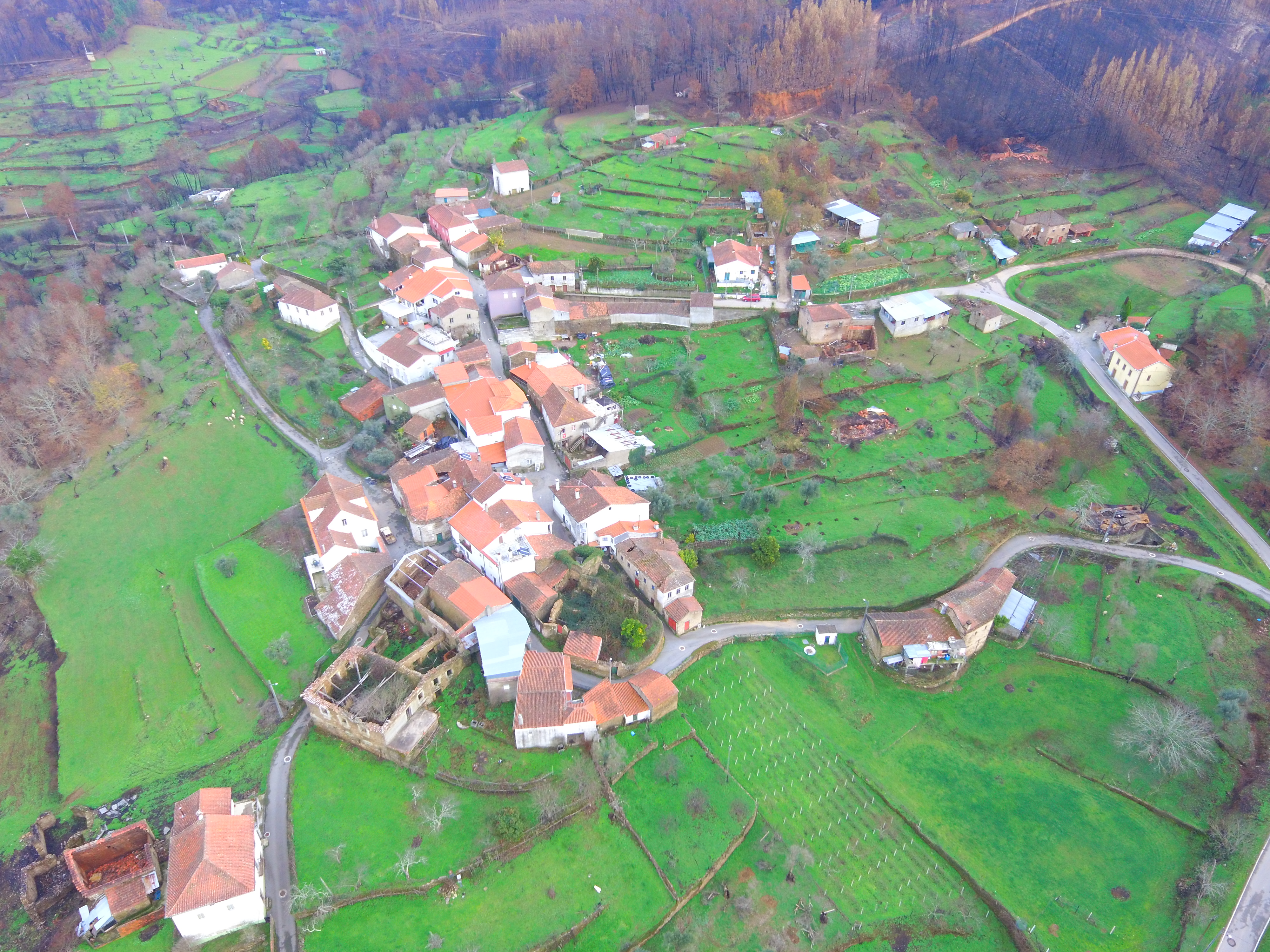
Vista Aérea Pinheirinho

Pinheirinho  é um pequena aldeia situada na fronteira dos Municípios de Oliveira do Hospital, Arganil e Tábua, pertencente à freguesia de Lourosa (Oliveira do Hospital), no Distrito de Coimbra, em Portugal, freguesia onde se incluem igualmente as localidades de Casal do Abade, Cabeçadas, Campo, Digueifel, Pombal, Quintas da Meda, Quinta do Outeiro, Quinta da Galvã e Venda da Esperança.
Com uma área de 0,09 km2, possui 75 habitantes (35 do sexo masculino e 40 sexo feminino), segundo dados dos Censos 2001. Uma aldeia onde noutros habitavam cerca de 200 a 300 habitantes, actualmente (2012) tem cerca de 50 habitantes, sendo a grande maioria idosos.

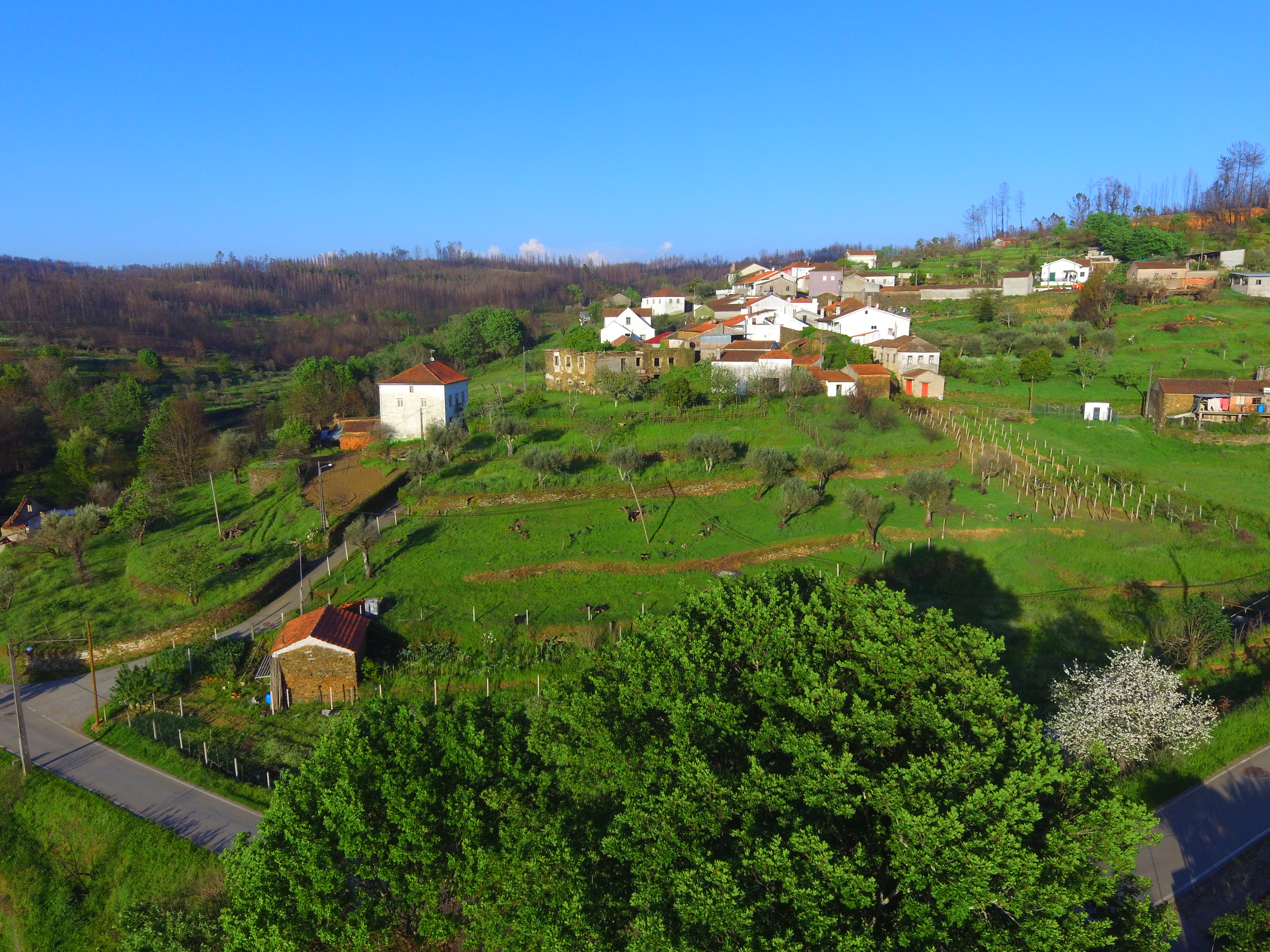
Vista aérea da aldeia de Pinheirinho, fotografia tirada de oeste para este

O principal monumento da aldeia é a Fonte Velha, uma fonte com vários séculos de antiguidade construída abaixo do nível do solo, toda em pedra, a qual dá o nome à rua onde se encontra localizada.
Possui uma capela, dedicada em honra à sua padroeira, Santa Luzia.
A Comissão de Melhoramentos de Pinheirinho, fundada em 27 de Maio de 1956, é a única instituição da aldeia, que possui um café/bar, salão de jogos e um espaço para almoços e festas de verão.
1. ↑  «m@pas on-line». mapas.dgterritorio.pt. Consultado em 12 de março de 2021
2. ↑  «Comissão de Melhoramentos do Pinheirinho». agc.sg.mai.gov.pt. Consultado em 12 de março de 2021